# قناة دافقة
القنوات الدافقة أو القاذفة هي قنوات موجودة في الذكور ويبلغ طولها حوالي 2 سم.
كل قناة قاذفة تتكون من اتحاد الشريان الأسهر مع قنوات الحويصلات المنوية وتمر عبر غدةالموثة وتصب في الإحليل.
أثناء القذف يمر السائل المنوي عبر القنوات خارج الجسم عبر القضيب.

## معرض صور

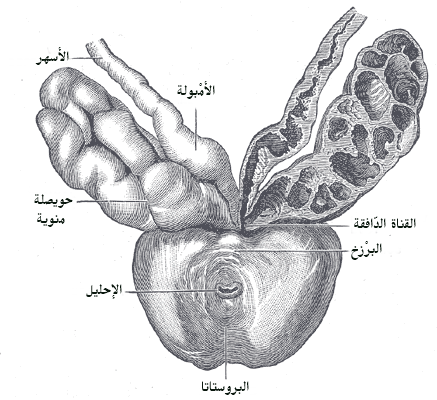
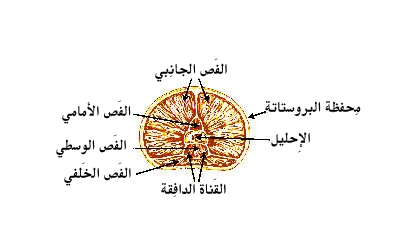
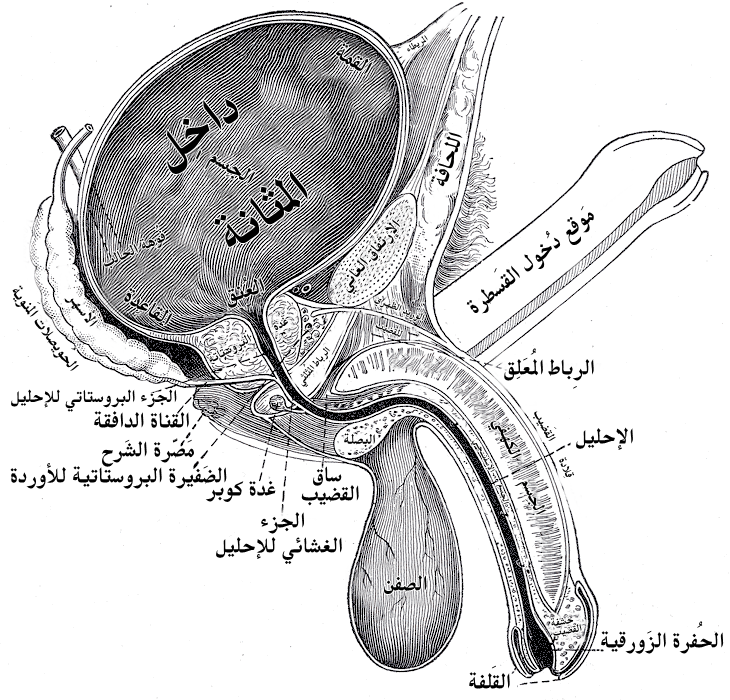
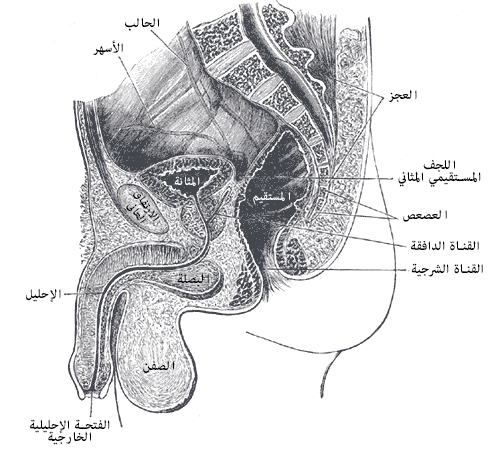